# Moritzkirche (Erfurt)
Die Moritzkirche war eine Pfarrkirche in der Altstadt von Erfurt. Sie befand sich in der Moritzstraße 26/27 im Norden der Altstadt.

## Geschichte
Die Moritzkirche wurde 1193 erstmals urkundlich erwähnt. Die spätere Kirche war eine gotische Pfarrkirche, deren Turm 1505 errichtet wurde. Nach der Einführung der Reformation in Erfurt 1525 wurde die Moritzkirche evangelisch. 1604 wurde ihre Gemeinde mit jener der Andreaskirche zusammengelegt und die Moritzkirche nicht mehr genutzt. Während des Dreißigjährigen Krieges brachen die schwedischen Besatzer die Kirche 1633 zur Baustoffgewinnung ab. Nur der Turm blieb erhalten. Dieser wurde 1814 abgerissen. 